# Rubén Darío Gómez
Rubén Darío Gómez Bedoya (Chinchiná, Caldas, 3 de marzo de 1940-Pereira, Risaralda, 23 de julio de 2010) fue un ciclista de ruta colombiano que compitió durante las décadas de 1950 y 1960. Ganó la Vuelta a Colombia en 1959 y 1961, y el Clásico RCN en 1961 y 1962. 
Participó por primera vez en la Vuelta a Colombia en 1958, donde consiguió su primera victoria en la 11.º etapa en su tierra natal, Pereira. Al final de la competencia, ganó la clasificación de los novatos superando a figuras reconocidas como Roberto Buitrago Pajarito y Efraín Forero. Al año siguiente, 1959, obtuvo el primer triunfo en la Vuelta a Colombia, de la cual ganó tres etapas y disputó metro a metro en la montaña con Hernán Medina Calderón, quien se alzaría con el triunfo en la siguiente versión (1960), en la cual Gómez fue tercero. En 1961, se impuso por segunda vez en la Vuelta a Colombia, la cual se midió nuevamente con Pajarito Buitrago y Medina Calderón, ganando esta ocasión los premios de montaña superando al escalador español Julio Jiménez.

## Palmarés
- Vuelta a Colombia
  - 1.º en la clasificación general en 1959.
  - 1.º en la clasificación general en 1961.
  - 4 subidas al podio (2.º en 1963 y en 1964, 3.º en 1960 y en 1965).
  - 15 victorias de etapa en 1958, 1959, 1960, 1961, 1962, 1963, 1964, 1965, 1966 y 1968[2]

- Campeonato de Colombia de Ciclismo en Ruta
  - 3.º en el Campeonato de Colombia en Ruta  en 1959
  - 2.º en el Campeonato de Colombia en Ruta  en 1970

- Clásico RCN
  - 1.º en la clasificación general en 1961.
  - 1.º en la clasificación general en 1962.
  - 2 victorias de etapa en 1961 y 1962[3]

- Vuelta a Guatemala
  - 1.º en la clasificación general en 1964.

- Vuelta a México
  - 2.º en la clasificación general en 1960.

- Vuelta al Valle del Cauca
  - 1.º en la clasificación general en 1961.

## Resultados en campeonatos

### Juegos Olímpicos
Competencia de ruta
2 participaciones.
- 1960 : 27.º en la clasificación final[4]
- 1964 : 67.º en la clasificación final[5]

100 km por equipos
2 participaciones.
- 1960 : 16.º en la clasificación final[6]
- 1964 : 21.º en la clasificación final[7]